# جانر توپچو
جانر توپچو (انگلیسی: Caner Topçu؛ زادهٔ ۲۵ ژوئن ۱۹۹۷) بازیگر اهل ترکیه است. وی از سال ۲۰۱۵ میلادی تاکنون مشغول فعالیت بوده‌است.